# Cassipourea congoensis
Espèce
Cassipourea congoensis est une espèce de plantes à fleurs de la famille des Rhizophoraceae et du genre Cassipourea, présente en Afrique centrale, principalement en République démocratique du Congo – d'où son épithète spécifique congoensis –, mais également au Cameroun et en Afrique de l'Ouest (Côte d'Ivoire, Ghana, Nigeria, Sénégal).